# Linognathus breviceps
Linognathus breviceps är en insektsart som först beskrevs av Piaget 1885.  Linognathus breviceps ingår i släktet Linognathus och familjen nötlöss. Inga underarter finns listade i Catalogue of Life.